# 商店街のピアニスト 永遠の調べ
『商店街のピアニスト 永遠の調べ』（しょうてんがいのピアニスト とわのしらべ）は、BS松竹東急のオリジナルドラマ枠「土曜ドラマ」で2023年10月7日から12月23日まで放送されたテレビドラマ。主演は田口浩正。
2022年10月期に同局の「月曜ドラマ」枠で放送された『商店街のピアニスト』の続編で、愛する妻に先立たれたフレンチレストランのシェフが、妻が弾いていた想い出のピアノをストリートピアノとして生まれ変わらせることで、そのピアノを通じて人々の人生に寄り添う人生模様と、心の交流を描いたハートウォーミングなヒューマンドラマ。

## キャスト

### 主要人物
水崎恵太
演 - 田口浩正
フレンチレストラン「セラヴィ!  K」のシェフ。妻が弾いていた想い出のピアノを、ストリートピアノとして生まれ変わらせる。
水崎花織
演 - 藤田朋子
恵太の亡くなった妻。元ピアノ講師。

### 周辺人物
今西浩平
演 - 井上想良
商店街に現れるピアニスト。
片岡美歩
演 - 景井ひな
水崎のフレンチレストランのパティシエ見習い。

### 商店街の人々
梶原洋介
演 - 吉満寛人
「かじわら楽器店」の元店主。今はフレンチレストランのオーナー。
加藤雅恵
演 - 久保田磨希
洋服店の店主。
加藤萌
演 - 長谷川晏
雅恵の娘。

## スタッフ
- 脚本 - 渡辺典子[1]
- 主題歌 - 林部智史「Omoide」（avex trax）[2]
- 監督 - しばざきひろき、八木茂高[1]
- プロデューサー - 佐々木淳一（BS松竹東急）、川島永次（ホリプロ）、小池裕二（ホリプロ）[1]
- 製作 - BS松竹東急、ホリプロ
- ピアノ指導・演奏協力　木米真理恵

## 放送日程
| 各話   | 放送日   | サブタイトル      | 監督           |
| ------ | -------- | ----------------- | -------------- |
| 第1話  | 10月07日 | ノクターン        | しばざきひろき |
| 第2話  | 10月14日 | 田園              | しばざきひろき |
| 第3話  | 10月21日 | 英雄ポロネーズ 1  | 八木茂高       |
| 第4話  | 10月28日 | 英雄ポロネーズ 2  | 八木茂高       |
| 第5話  | 11月04日 | ピアノソナタ K545 | しばざきひろき |
| 第6話  | 11月11日 | ピアノソナタ K381 | しばざきひろき |
| 第7話  | 11月18日 | くるみ割り人形    | 八木茂高       |
| 第8話  | 11月25日 | アラベスク        | 八木茂高       |
| 第9話  | 12月02日 | 愛のワルツ1       | 八木茂高       |
| 第10話 | 12月09日 | 愛のワルツ2       | 八木茂高       |
| 第11話 | 12月16日 | ハンガリー舞曲    | しばざきひろき |
| 最終話 | 12月23日 | 歓喜の歌          | しばざきひろき |